# Nazionale femminile di hockey su prato della Malaysia
La nazionale di hockey su prato femminile della Malaysia è la squadra femminile di hockey su prato rappresentativa della Malaysia ed è posta sotto la giurisdizione della Malaysian Hockey Federation.

## Partecipazioni

### Mondiali
- 1971-2006 – ?

### Olimpiadi
- 1980-2004 - ?

### Champions Trophy
- 1987-2009 - non partecipa

### Coppa d'Asia
- 1985 - 3º posto
- 1989 - ?
- 1993 - ?
- 1999 - ?
- 2004 - ?
- 2007 - 5º posto